# Jan Hirt
Jan Hirt (* 21. ledna 1991) je český profesionální silniční cyklista jezdící za UCI WorldTeam Soudal–Quick-Step.
V květnu roku 2022 vyhrál etapu na Giro d'Italia, stal se tak pátým českým cyklistou, kterému se to podařilo.

## Kariéra
V roce 2009 vyhrál český juniorský titul v dráhové cyklistice. V roce 2012 přestoupil do týmu Leopard-Trek Continental, v roce 2014 závodil za Etixx, v roce 2015 podepsal smlouvu s polským týmem CCC Sprandi Polkowice a debutoval mezi profesionály. Ve své první sezóně mezi profesionály dokončil etapový závod Kolem Rakouska se dvěma umístěními na stupních vítězů, když v etapě Kitzbüheler Horn skončil třetí za Víctorem de la Partem a Benem Hermansem a druhý byl v cíli etapy v Dobratsch, opět za Španělem de la Partem, který dokončil etapový závod na třetím místě. V sezóně 2016 se opět prosadil na závodě Kolem Rakouska, kde vyhrál čtvrtou etapu a celkovou klasifikaci.
V roce 2017 se po závodě Kolem Chorvatska, kde skončil na třetím místě za vítězem Vincenzem Nibalim, zúčastnil svého prvního velkého etapového závodu Giro d'Italia. Poté, co se oddělil od nejlepších na Blockhaus, zlepšil se třetí týden, kterým se vrátil zpět do první desítky celkové klasifikace, přičemž ve stoupáních na Oropu, Bormiu, Ortisei (kde skončil pátý), Piancavallo a Asiago dojel mezi nejlepšími, čímž dokončil "růžový závod" na dvanáctém místě se ztrátou více než dvaceti minut na Toma Dumoulina.
V srpnu roku 2020 se zúčastnil Tour de France. Od sezóny 2021 se přesunul do týmu Intermarché–Wanty–Gobert Matériaux, který zakoupil licenci od jeho původního týmu.
V roce 2022 se po šesti letech vrátil k úspěchům. Nejprve vyhrál "královskou etapu" a závěrečnou klasifikaci závodu Kolem Ománu. V květnu pak vyhrál 16. etapu Giro d'Italia ze Salò do Apricy z dlouhého úniku, který zakončil sólovým útokem na první místo; "růžový závod" dokončil na šestém místě.

## Hlavní výsledky
2008
Tour du Pays de Vaud
vítěz 4. etapy
2009
Národní šampionát
 vítěz silničního závodu juniorů
Grand Prix Général Patton
 celkový vítěz
vítěz 2. etapy
2012
Okolo Slovenska
5. místo celkově
 vítěz soutěže mladých jezdců
Czech Cycling Tour
9. místo celkově
2013
Czech Cycling Tour
vítěz 1. etapy (TTT)
Závod míru do 23 let
2. místo celkově
Tour Alsace
4. místo celkově
Settimana Ciclistica Lombarda
7. místo celkově
Tour d'Azerbaïdjan
8. místo celkově
vítěz 4. etapy
2014
Tour Alsace
3. místo celkově
3. místo Grand Prix Královéhradeckého kraje
Szlakiem Grodów Piastowskich
6. místo celkově
Czech Cycling Tour
8. místo celkově
 vítěz soutěže českých jezdců
vítěz 3. etapy
2015
Kolem Rakouska
3. místo celkově
8. místo Visegrad 4 Bicycle Race – GP Czech Republic
8. místo Visegrad 4 Bicycle Race – GP Polski
Szlakiem Grodów Piastowskich
10. místo celkově
2016
Kolem Rakouska
 celkový vítěz
vítěz 4. etapy
2017
Kolem Chorvatska
3. místo celkově
Czech Cycling Tour
5. místo celkově
6. místo Pro Ötztaler 5500
2018
Tour of the Alps
10. místo celkově
2019
Tour de Suisse
5. místo celkově
Tour of the Alps
7. místo celkově
2021
Sazka Tour
7. místo celkově
 vítěz soutěže českých jezdců
2022
Kolem Ománu
 celkový vítěz
vítěz 5. etapy
Giro d'Italia
6. místo celkově
vítěz 16. etapy
2024
Kolem Ománu
2. místo celkově
Giro d'Italia
8. místo celkově

#### Výsledky na etapových závodech
| Výsledky na Grand Tours        |      |      |      |      |      |      |      |      |      |      |
| Grand Tour                     | 2015 | 2016 | 2017 | 2018 | 2019 | 2020 | 2021 | 2022 | 2023 | 2024 |
| Giro d'Italia                  | —    | —    | 12   | 46   | 27   | —    | 26   | 6    | DNF  | 8    |
| Tour de France                 | —    | —    | —    | —    | —    | 67   | —    | —    | —    | 67   |
| Vuelta a España                | —    | —    | —    | 74   | —    | 56   | 28   | DNF  | 59   |      |
| Výsledky na etapových závodech |      |      |      |      |      |      |      |      |      |      |
| Závod                          | 2015 | 2016 | 2017 | 2018 | 2019 | 2020 | 2021 | 2022 | 2023 | 2024 |
| Paříž–Nice                     | —    | —    | —    | —    | —    | —    | —    | —    |      |      |
| Tirreno–Adriatico              | —    | —    | —    | —    | —    | —    | 81   | —    |      |      |
| Volta a Catalunya              | 110  | DNF  | DNF  | 26   | —    | NS   | 82   | DNF  |      |      |
| Kolem Baskicka                 | —    | —    | —    | —    | —    | NS   | —    | —    |      |      |
| Tour de Romandie               | —    | —    | —    | —    | DNF  | NS   | DNF  | —    |      |      |
| Critérium du Dauphiné          | —    | —    | —    | —    | —    | DNF  | —    | —    |      |      |
| Tour de Suisse                 | 31   | 44   | 25   | —    | 5    | NS   | DNF  | —    |      |      |

| —   | Nezúčastnil se |
| DNF | Nedokončil     |

## 6Odkazy